# Gösta Roosling

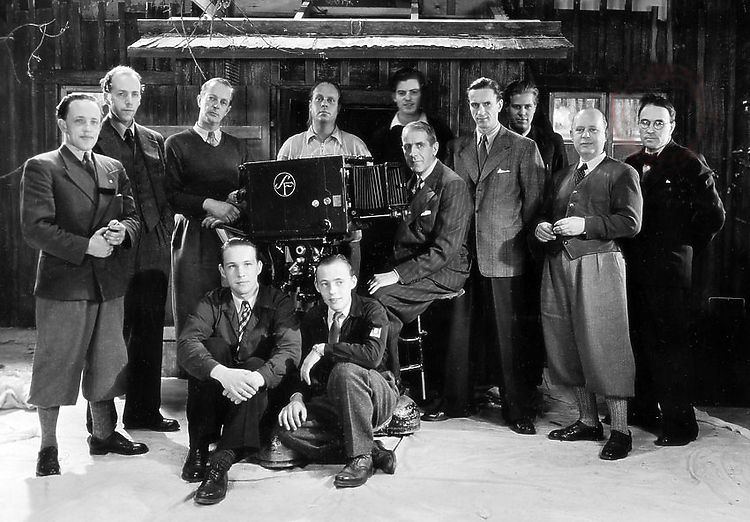
Louis Huch stående längst till höger på fotot tillsammans med kollegor vid Svensk Filmindustri. Bland dessa återfinns Martin Bodin, Gustaf Boge, Gösta Roosling, Arne Lagercrantz, Åke Dahlqvist och Gunnar Fischer. Fotot troligen taget av Huch med självutlösare.

Gösta Herbert Roosling, född 10 september 1903 i Fågelbro på Värmdö, död 12 augusti 1974 i Stockholm, var en svensk filmfotograf och kortfilmsregissör. Roosling anställdes vid Svensk Filmindustri i mitten av 1930-talet, där han debuterade med kortfilmen Ungdom 1936. Han var huvudsakligen verksam som kortfilms-, journalfilms- och reportagefilmsfotograf. 
Gösta Roosling var son till överkonstapeln Oscar Roosling. Han var 1920–1922 anställd vid Skandinavisk filmcentrals laboratorium och från 1922 verksam vid AB Svensk filmindustri. Efter att till en början ha varit laboratoriebiträde debuterade han 1935 som filmfotograf i Harald Molanders Ungdom. Det verkliga genombrottet kom 1937 med kortfilmen Julotta, där han skildrade en julotta i sin hemtrakt på Värmdön. Bland Rooslings sextiotal kortfilmer märks i övrigt Konfirmation (1938), Fjäril vingad (1940), Tomten (1941) och Examen (1941). Roosling var även verksam som långfilmsfotograf, han var filmare i bland annat Himlaspelet, Ordet, Vandring med månen, Kejsarn av Portugallien och Iris och Löjtnantshjärta.

## Filmfoto i urval
- 1937 – Julotta
- 1941 – Tomten (filmen grundad på dikten "Tomten" av Viktor Rydberg)
- 1941 – Examen - Ett skolminne av Gösta Roosling (filmen inspelad i Kyrkskolan i Grödinge)
- 1944 – Kejsarn av Portugallien
- 1945 – Vandring med månen
- 1946 – Kris
- 1947 – Stackars lilla Sven
- 1949 – Farlig vår
- 1964 – Huset som aldrig sover